# Medalles del Cercle d'Escriptors Cinematogràfics de 1965
La cerimònia de lliurament de les medalles del Cercle d'Escriptors Cinematogràfics de 1965 va tenir lloc el 22 de març de 1966 al Cinema Palafox de Madrid. Va ser el vint-i-unè lliurament de aquestes medalles, atorgades per primera vegada vint anys abans pel Cercle d'Escriptors Cinematogràfics (CEC). Els premis tenien per finalitat distingir als professionals del cinema espanyol i estranger pel seu treball durant l'any 1965 i van ser lliurats per l'actriu italiana Giulietta Masina. Al seu torn, l'actriu va rebre en nom del seu marit Federico Fellini el diploma que li designava soci d'honor del Cercle. Després del repartiment de guardons es va projectar el film Giulietta dels esperits, dirigit per Fellini i protagonitzat per Masina.
En aquesta ocasió el nombre de guardons va disminuir a dotze. El Premi Antonio Barbero a la millor actuació novella va deixar de desdoblegar-se en diverses subcategories, van desaparèixer els premis als intèrprets estrangers en pel·lícules espanyoles i va desaparèixer la Medalla al millor curtmetratge. Els premis van estar repartits, si bé va destacar la producció hispano-suïssa dirigida per Orson Welles Campanadas a medianoche, que va guanyar les medalles a millor pel·lícula i millors decorats.

## Llista de medalles
| Categoria                    | Premiat                                                  | Labor premiada                                                       |
| ---------------------------- | -------------------------------------------------------- | -------------------------------------------------------------------- |
| Millor pel·lícula            | Campanadas a medianoche                                  | Pel·lícula                                                           |
| Millor director              | Antonio Isasi-Isasmendi                                  | Estambul 65                                                          |
| Millor actriu                | Sonia Bruno                                              | El juego de la oca                                                   |
| Millor actor                 | Manuel Zarzo                                             | Labor de l'any                                                       |
| Millor fotografia            | Juan Julio Baena                                         | Con el viento solano                                                 |
| Millor música                | Antonio Pérez Olea                                       | El juego de la oca Con el viento solano Ninette y un señor de Murcia |
| Millors decorats             | José Antonio de la Guerra                                | Campanadas a medianoche                                              |
| Millor guió                  | Luis Lucia Leonardo Martín Joaquín Parejo Díaz Raúl Peña | Zampo y yo                                                           |
| Premi José de la Cueva       | Fernando Vizcaíno Casas                                  |                                                                      |
| Millor pel·lícula estrangera | My Fair Lady                                             | Pel·lícula                                                           |
| Premi Antonio Barbero        | Fernando Merino                                          | Lola, espejo oscuro                                                  |
| Millor llibre                | Fernando Méndez-Leite von Haffe                          | Historia del cine español                                            |